# The Sabres of Paradise
The Sabres of Paradise — британская электронная экспериментальная группа, созданная в Лондоне в 1992 году. Группа была создана Эндрю Уэзеролом, Джаксом Кунером и Гэри Бёрнсом и просуществовала 3 года, будучи распущенной в 1995 году. Вскоре после её распада Эндрю Уэзерол основал Two Lone Swordsmen.

## Дискография

### Синглы
- «Smokebelch II» (Warp Records, 1993) — UK #55
- «Smokebelch II Remixes» (Warp Records, 1993) — (Beatless Mix)
- «United» (Sabres Of Paradise Records, 1993)
- «Theme» (Sabres Of Paradise Records, 1994) — UK #56
- «Theme Remixes» (Sabres Of Paradise Records, 1994)
- «Wilmot» (Warp Records, 1994) — UK #36
- «Wilmot II» (Warp Records, 1994)
- «Duke Of Earlsfield» / «Bubble & Slide» (Warp Records, 1995)
- «Tow Truck» (Warp Records, 1995)
- «Ysaebud» (Special Emissions, 1997)

### Альбомы
- Sabresonic (Warp Records, 1993) — UK #29
- Haunted Dancehall (Warp Records, 1994) — UK #57
- Jam J (James vs Sabres Of Paradise) (Fontana Records, 1994)
- Sabresonic II (Warp Records, 1995)
- Versus (Warp Records, 1995)

### Компиляции
- Septic Cuts (Sabres Of Paradise, 1994)
- Deep Cuts (Sabres Of Paradise, 1994)